# 하나마이크론

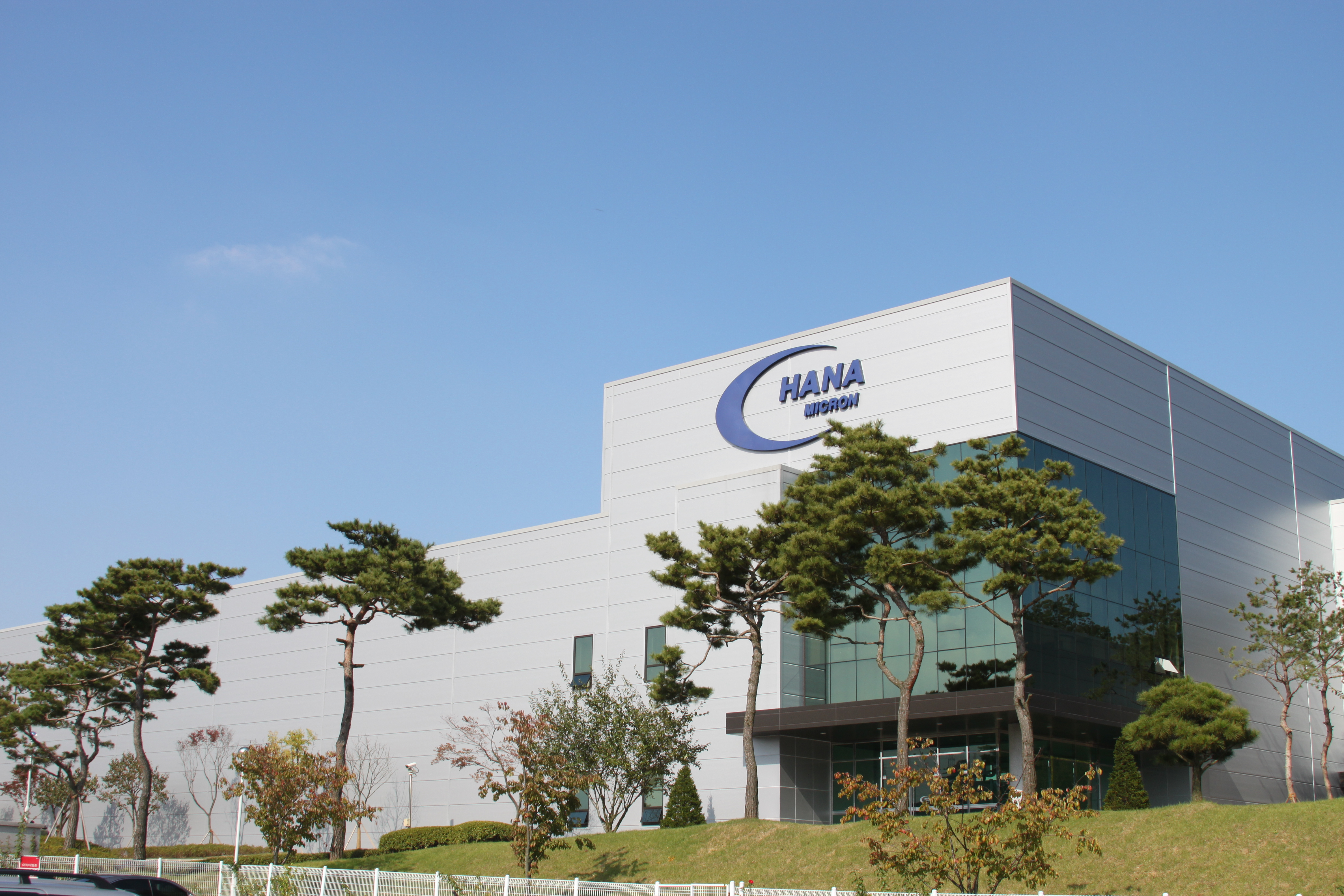
하나마이크론 본사 전경

하나마이크론 주식회사(영어: Hana Micron)는 대한민국의 반도체 패키징 및 테스트 전문기업이다.
Flip Chip, Wafer Level Package(WLP), Multichip package(MCP)를 포함하는 다양한 패키지 군을 생산하고 있으며 2012년을 테스트사업을 확장하는 원년으로 삼아 테스트 장비에 대한 투자를 확대하고 있다. 2024년 기준 외국인지분율은 12.1%이다.
하나마이크론은 2007년 자회사인 하나 실리콘을 설립하여 반도체 전공정 장비의 부품으로 사용되는 Cathode와 Ring을 생산하여 공급하고 있으며 2009년 브라질에 반도체 패키지 사업을 위한 합작회사인 HT Micron을 설립, 브라질에서 사용되는 DRAM, Flash 메모리를 포함하는 반도제 제품을 현지에서 조립하여 공급하는 사업을 진행하고 있다.

## 역사
2001년 8월 삼성반도체 관리이사와 지원실장을 지낸 최창호 회장이 사업성이 다소 떨어지던 반도체 패키징(조립) 사업부의 60여명의 임직원을 이끌고 삼성전자 반도체 부문에서 분사하였음. 현재는 국내 OSAT 업체 중 Global 2위 AMKOR를 제치고 국내 1위 OSAT 기업의 순위에 오르게 되었으나. Global 기업으로는 아직까지는 한 참 떨어지는 건 사실이다.
2025년 추진했던 인적분할 계획이 소액주주의 강한 반발로 정관 변경 안건이 부결되고 주총 결의 효력정지 가처분 신청을 법원이 받아들여지자 철회되었다.

## 해외 법인과 사업 다각화
해외 법인으로는 미국의 연구소 1곳 , 브라질 2곳. 베트남 2곳 등 사업의 다각화를 하는 것으로 보인다. 본사 아산보다 베트남. 브라질 2곳은 인력의 수준부터 매출까지 더 뛰어나다는 점이 다소 의아한 부분이 있다고 한다. 2023년 베트남 박장(Bac Giang)성 준공식과 함께 다음 해 매출 1조를 달성한다. 하지만 유일무이한 "Full Turn-Key" ( PKG-PKG Test -Module Assembly - Module Test) 가 가능한 기업임에도 아산 본사의 경우 대부분의 인력이이에 대한 경험이 전무하다. 패키징만을 주력으로 하기 때문.. 일부 인원을 통해 브라질에도 SSD 생산 기지를 구축하였지만 그 수준이 베트남에 비하면 말 그대로 SK Hynix와 하나마이크론의 차이라고 보여진다. 따라서 사업의 다각화는 이뤄냈지만 지속 가능한 경영은 어려울 것으로 보인다.

## 유상증자
2024년 삼성전자의 신규 모바일 AP향 패키지 테스트 수요 대응을 위한 Capa 증설과 일부 차입금을 상환하여 재무 Risk 축소를 목적으로 유상증자를 하였다.
주요 주주는 최창호(외 8 인)으로 지분율은 27.92%이다. 최대주주가 낮은 가격에 회사 주식을 매입하는 전략을 취하면서 정작 주주들의 희생이 요구되는 유증 청약에서는 10%만 참여하여 논란이 되고 있다.

## 연결 자회사
- 하나머티리얼즈(지분율 32.04%)[12]
- 하나더블유엘에스: 범프•테스트
- 하나마이크론 베트남: 반도체패키징•테스트
- 하나마이크론 비나: 반도체패키징•테스트/모듈조립•테스트
- HT마이크론: 반도체패키징•테스트
- 하나일렉트로닉스: 모듈조립•테스트•완제품 판매